# Wandelpark Caprera
Het Wandelpark Caprera, ook wel simpelweg Caprera genoemd, is een wandelpark in de Noord-Hollandse gemeente Bloemendaal. Het wandelpark ligt op de flank van het Wilhelminaduin en strekt zich uit tot aan de vlakte  langs de Brederodelaan. De ingang van het park bevindt zich aan de Hoge Duin en Daalseweg 2, vlak bij het Kopje van Bloemendaal.
In het park ligt het Openluchttheater Caprera. Het theater en omliggende wandelpark worden beheerd door Stichting Caprera Openluchttheater – Wandelpark. Het terrein dat door deze stichting wordt beheerd maakte in het verleden deel uit van de buitenplaats Caprera, dat zich nog enkel aan de oostzijde van de Brederodelaan bevindt.
Het park maakt deel uit van het Nationaal Park Zuid-Kennemerland en grenst aan de Kennemerduinen.

## Geschiedenis
In 1948 opende het openluchttheater. Het omringende park werd in 1956 aangekocht door de gemeente Bloemendaal. Met behulp van Staatsbosbeheer werd het park in 1960 opengesteld voor het publiek.
In 1992 is het park vergroot met een deel van het naastgelegen Wilhelminapark. Dat is nog te zien aan hier en daar abrupt eindigende paden. Het cirkelvormige pad in het park is een restant uit een tijd dat er een paardentram naar Caprera reed. Dit pad was aangelegd als keerpunt voor deze tram.
In 2000 werd het openluchttheater grondig gerenoveerd.

## Omschrijving
In het park staan 180 verschillende soorten planten en bomen. In het hoogste gedeelte van het park bestaat voornamelijk uit aangeplant dennenbos, het lagere gedeelte bestaat voornamelijk uit loofbos. Nabij de Brederodelaan ligt het Meertje van Caprera rond dit meertje bevindt zich grasland en moerasbos. In het park zijn verschillende uitkijkpunten aangelegd. 

## Varia
- In het park zijn honden toegestaan en is het voor het grootste gedeelte van het jaar een losloopgebied.